# Castelo de Wigtown
O Castelo de Wigtown foi um castelo real localizado às margens do rio Bladnoch, ao sul de Wigtown em Dumfries and Galloway, na Escócia.
Um castelo foi construído no local no século XII. Robert de Brus, 5º Senhor de Annandale, capturou o castelo em 1286. O castelo foi entregue ao rei Eduardo I da Inglaterra em 1291 por Sir Walter de Corrie, o governador do castelo. Richard Siward tornou-se governador do castelo em 1292, sendo substituído por Henry de Percy em 1296 e por John de Hodlest em 1297. O castelo foi capturado por Sir William Wallace em 1297. Adam Gordon tornou-se governador em 1297. O rei Robert the Bruce capturou o castelo após 1313 e, depois deste período, parece ter sido demolido.